# Солтер, Уильям

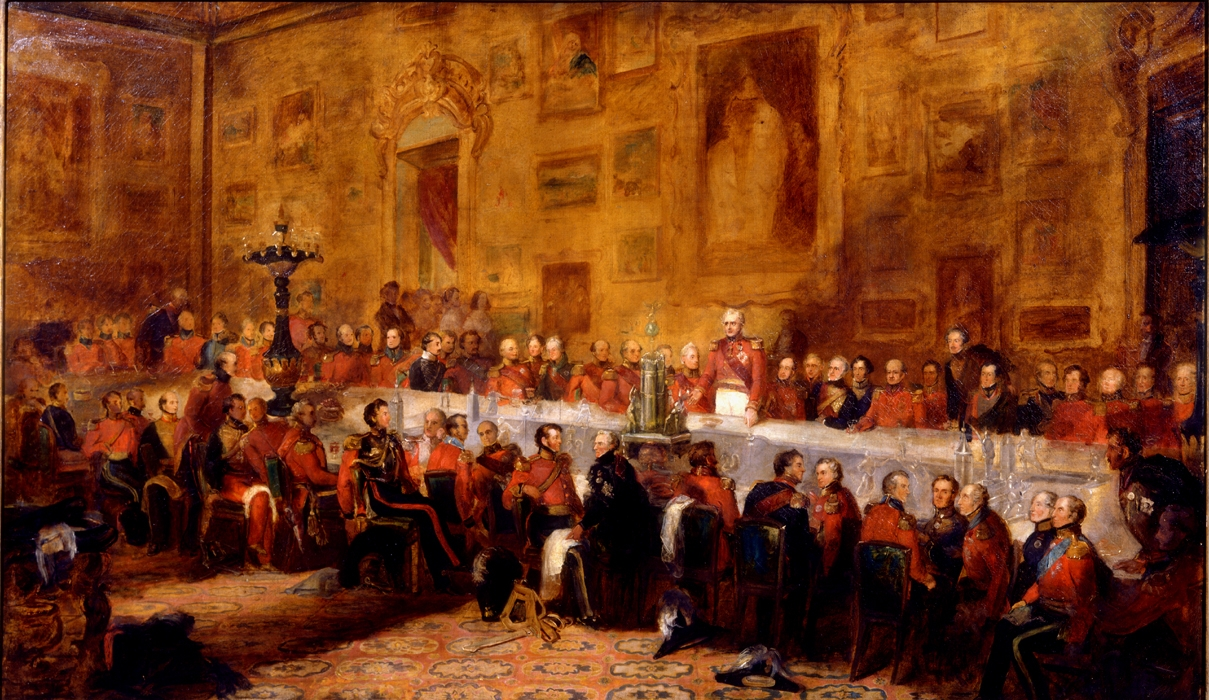
Ватерлооский банкет

Уильям Солтер (англ. William Salter; 1804[…], Хонитон, Девон — 22 декабря 1875, Лондон) — английский художник-портретист.
Самая известная его картина — банкет в 1836 году с участием 83 человек, организованный герцогом Веллингтоном, в честь его победы в битве при Ватерлоо. Картина называется «Ватерлооский банкет 1836 года» и на сегодня находится в Эпсли-хаусе.

## Биография
Солтер родился в 1804 году и получил образование в Хонитоне, графство Девон.
C 1822 года работал в студии Джеймса Норткота. Пять лет спустя он отправился в Гран-тур по Италии, где работал во флорентийской Академии изящных искусств и преподавал историю живописи. В 1833 году Солтер вернулся в Англию.
В 1835 году в Хонитоне была построена новая церковь. А в 1838 году Солтер оплатил и создал в церкви алтарь с названием «Снятие с Креста».
Солтер был пожизненным членом флорентийской академии, в 1846 году он стал членом Общества британских художников.
Умер в своем доме в Западном Кенсингтоне 22 декабря 1875 года.

## Работы

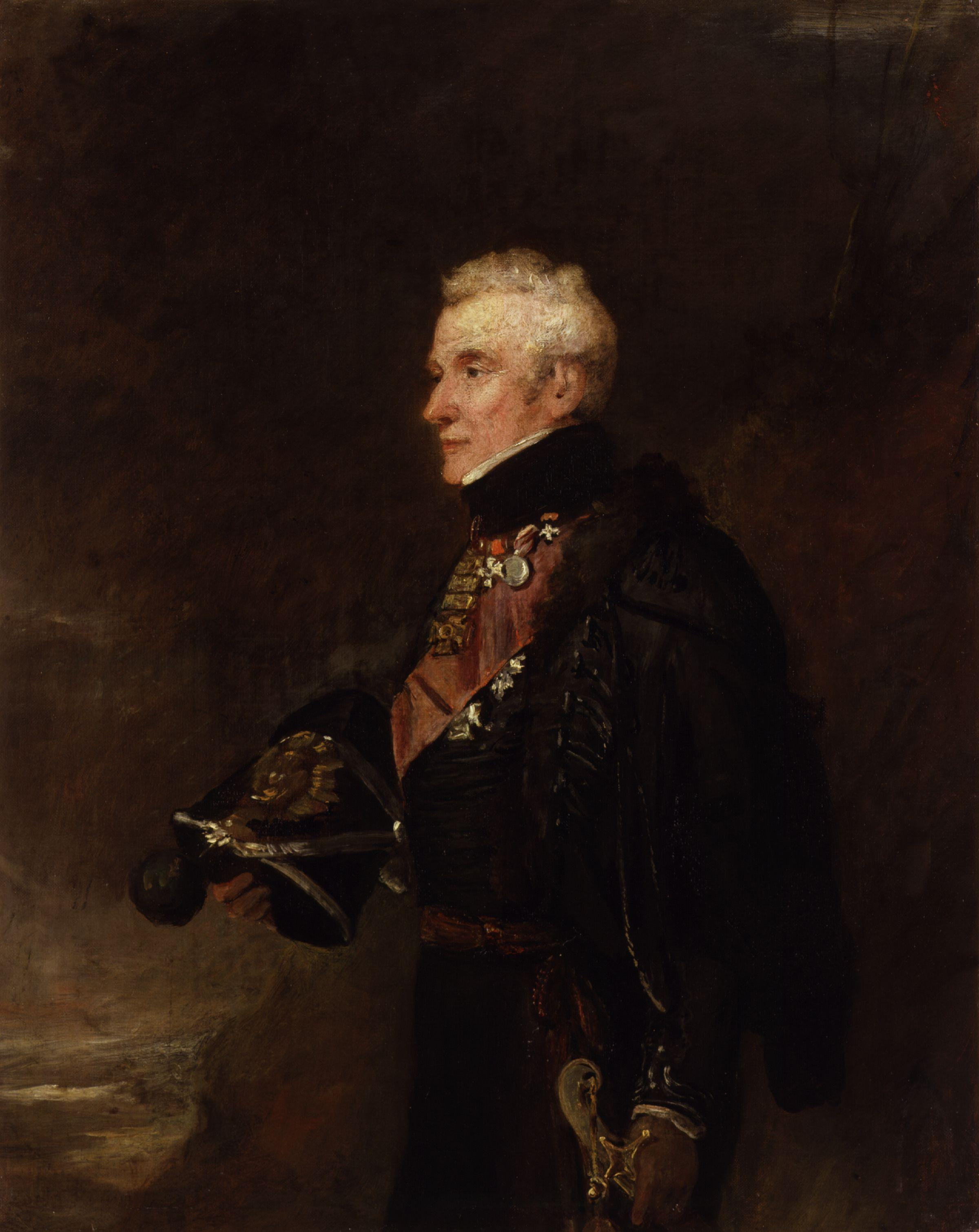
Сэр Эндрю Барнард
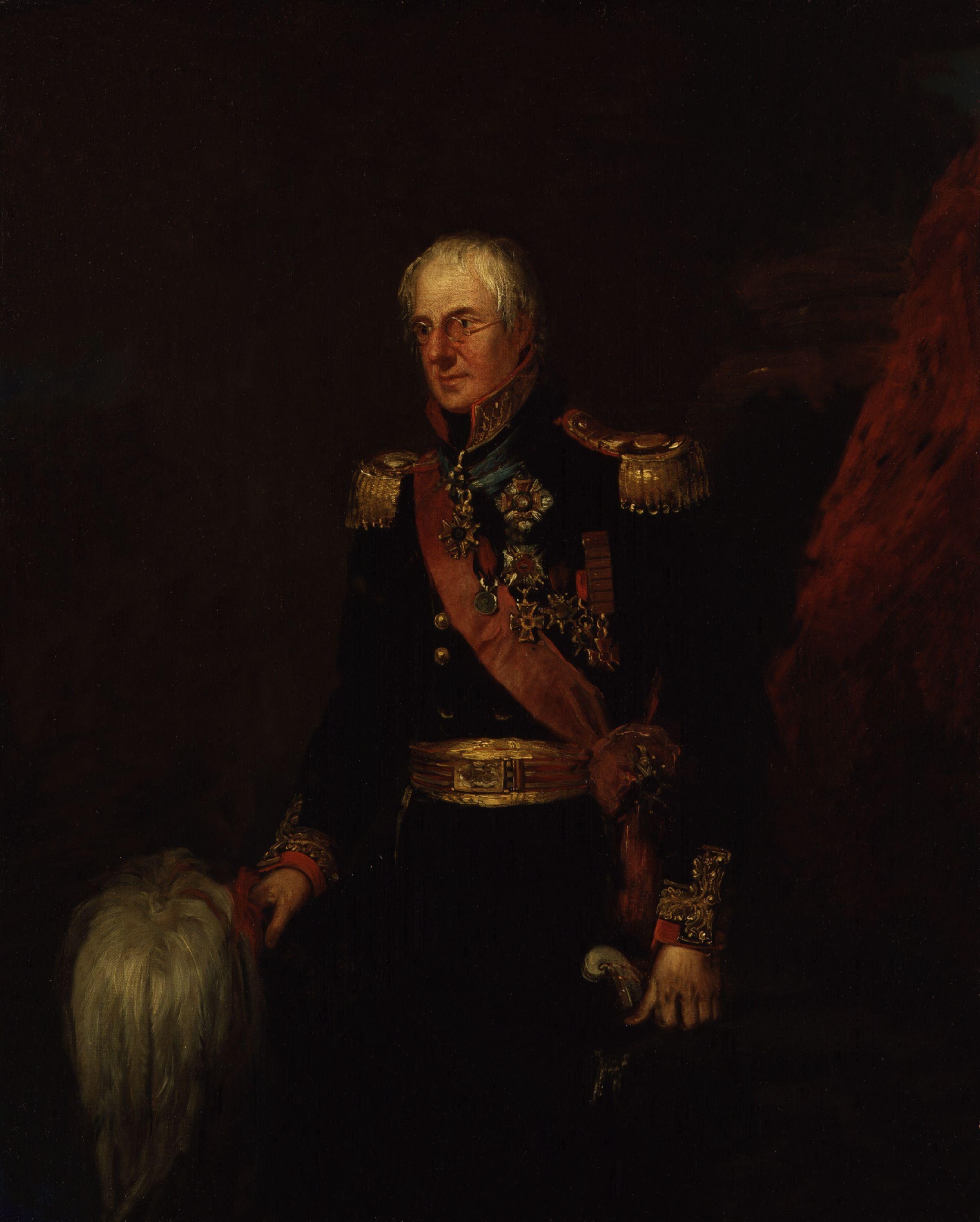
Сэр Александр Диксон
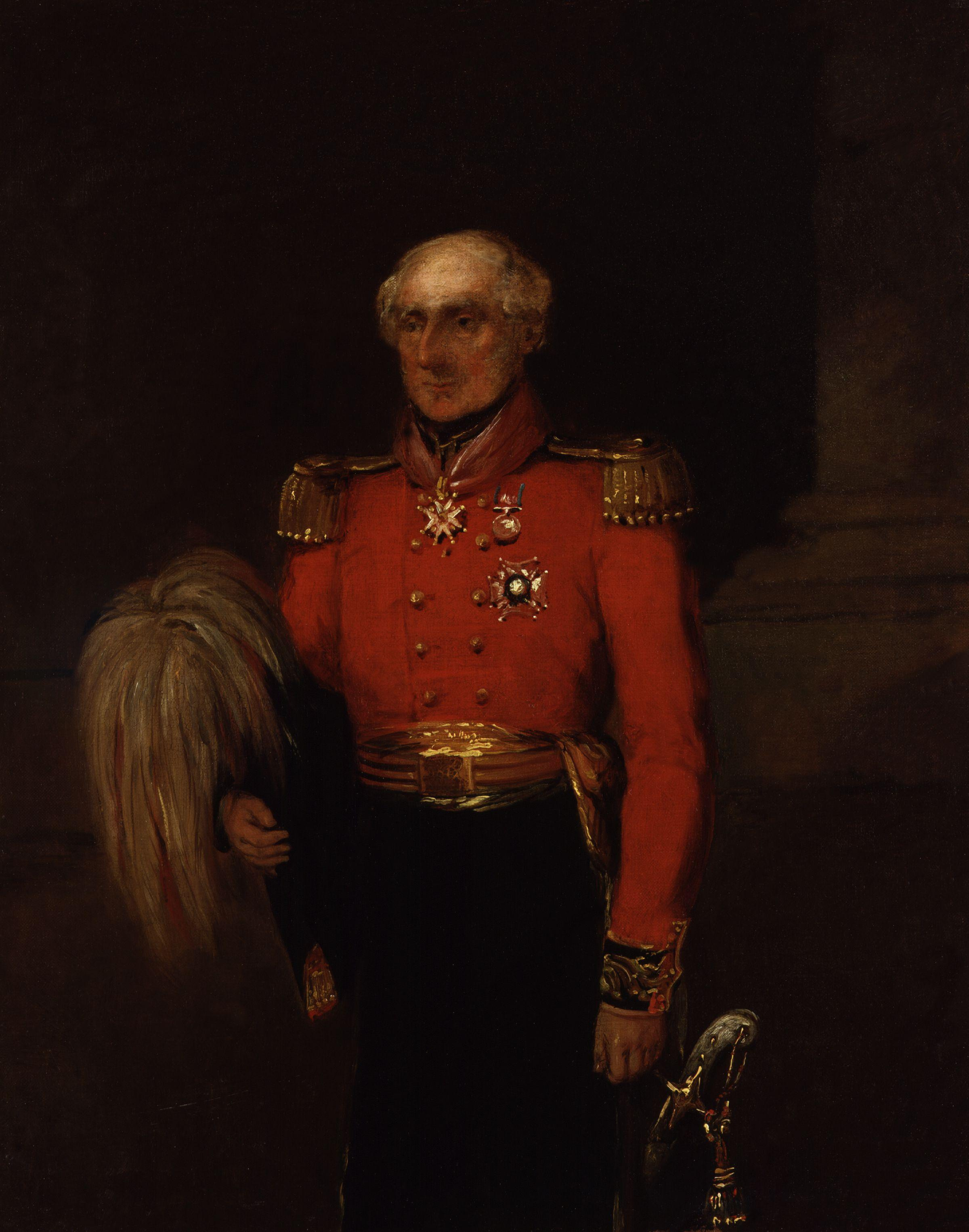
Сэр Колин Кэмпбелл
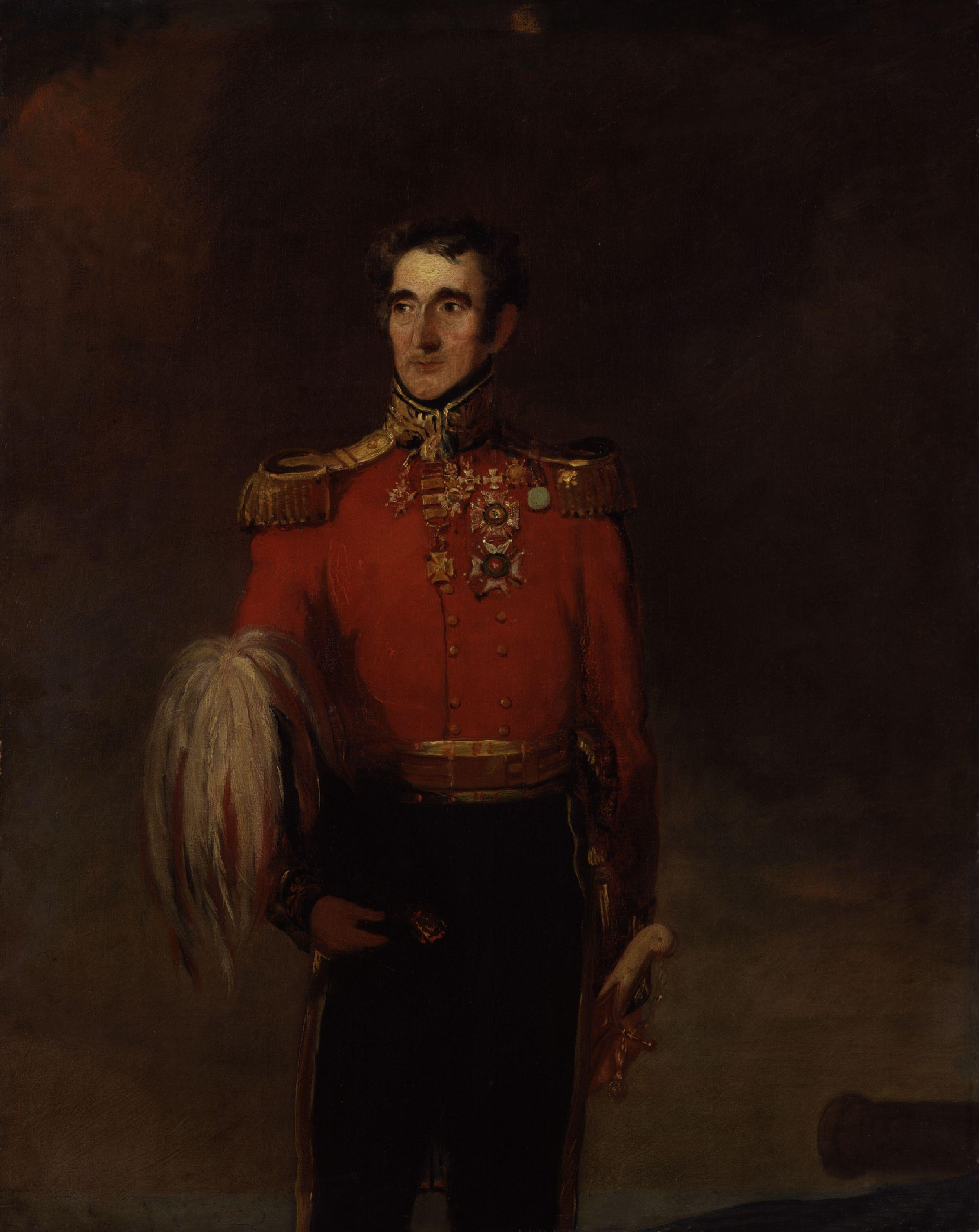
Сэр Джон Эллей
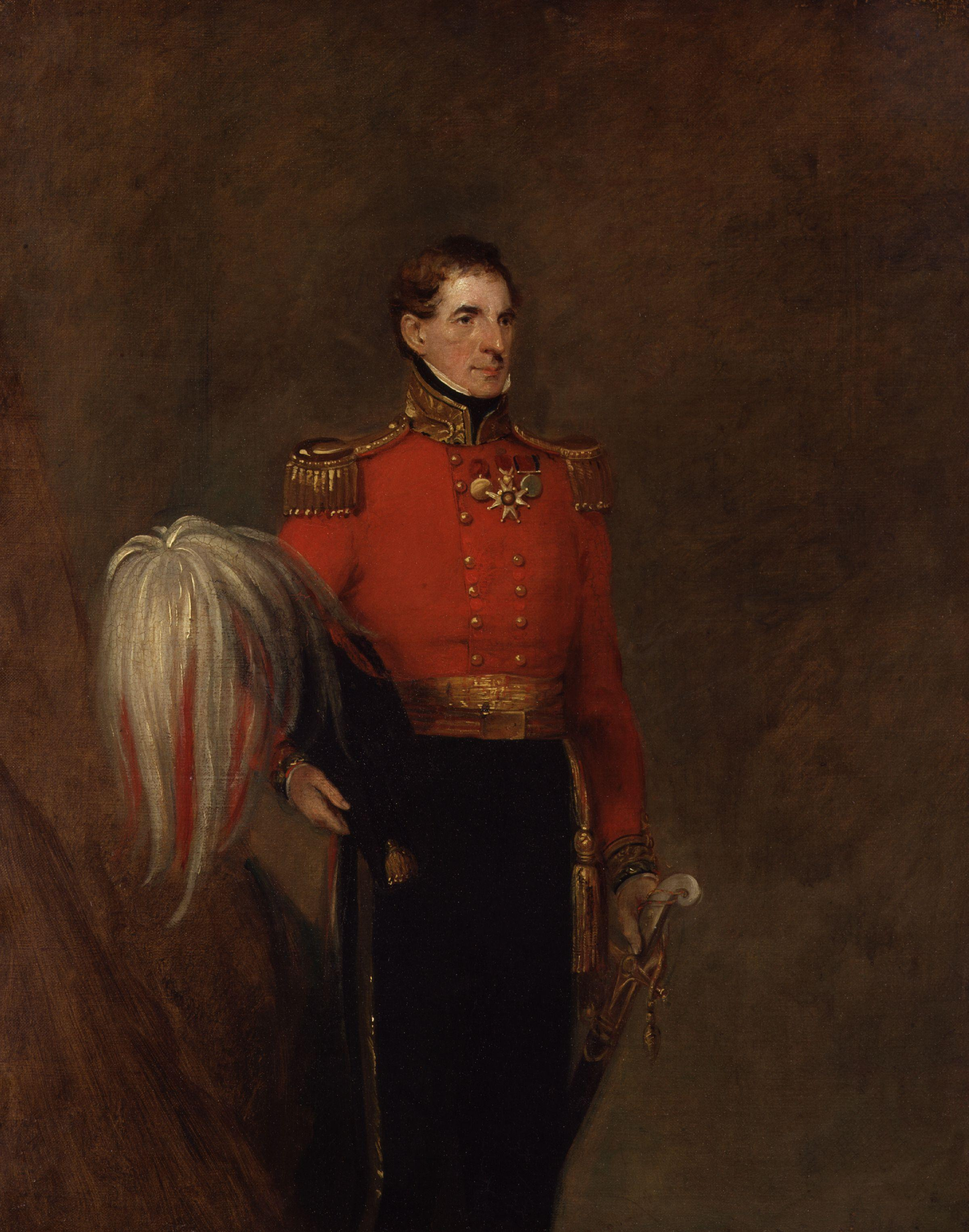
Сэр Генри Эскью